# Голова (озеро, бассейн Васюгана)
Голова́ — озеро в России, располагается на границе Александровского и Каргасокского районов Томской области.
Озеро имеет округлую форму с крупным заливом в южной части, берега слабо изрезаны. Площадь водной поверхности озера составляет 9,67 км². Длина насчитывает около 4 км, ширина — 3,5 км. Находится на высоте 82,4 м над уровнем моря в центральной части Васюганских болот, в левобережье среднего течения Оби. Острова отсутствуют.
Значительных притоков не имеет. В болотах к востоку от озера протекает река Чебачья, через которую Голова имеет сток в Васюган. К северу расположилась целая группа озёр: Большой Курычип, Лымжаяхэмтор, Среднее, Большое Чебачье..

## Данные водного реестра
По данным государственного водного реестра России относится к Верхнеобскому бассейновому округу, водохозяйственный участок — Васюган, речной подбассейн — Васюган. Речной бассейн — (Верхняя) Обь до впадения Иртыша.
Код водного объекта в государственном водном реестре — 13010800111115200002865.